# Rhododendron pomense
Rhododendron pomense là một loài thực vật có hoa trong họ Thạch nam. Loài này được Cowan & Davidian miêu tả khoa học đầu tiên năm 1953.